# Nikołaj Ryczkow
Nikołaj Michajłowicz Ryczkow (ros. Николай Михайлович Рычков, ur. 2 grudnia 1897 w Biełej Chołunicy, zm. 28 marca 1959 w Małachowce) – radziecki polityk, ludowy komisarz/minister sprawiedliwości ZSRR (1938-1948).
1909-1917 uczeń tokarza i tokarz w uralskiej fabryce, 1917-1918 sekretarz komitetu wykonawczego rady delegatów robotniczych i żołnierskich, komisarz miejskiej gospodarki. 1918-1920 funkcjonariusz Czeki na Uralu, 1921-1922 mimo braku wykształcenia prawniczego był zastępcą przewodniczącego trybunału wojskowego 5 Armii w Irkucku. 1922-1927 prokurator Syberyjskiego Okręgu Wojskowego, 1927-1931 zastępca prokuratora Armii Czerwonej, 1931-1937 członek Kolegium Wojskowego Sądu Najwyższego ZSRR, 1937-1938 prokurator Rosyjskiej FSRR. Od 19 stycznia 1938 do 29 stycznia 1948 ludowy komisarz/minister sprawiedliwości ZSRR. 1948-1951 zastępca wojskowego prokuratora wojsk lądowych, 1951-1955 zastępca Głównego Prokuratora Wojskowego, od maja 1955 na emeryturze. Deputowany do Rady Najwyższej ZSRR 2 kadencji.
Brał udział w masowych represjach okresu stalinizmu, jako członek "trójek" kolegiów uczestniczył w "procesach moskiewskich", 1938-1947 był członkiem tajnej komisji Biura Politycznego KC WKP(b) do spraw sądowych, która zatwierdzała wszystkie decyzje o wyrokach śmierci w ZSRR. Odznaczony trzema Orderami Lenina i dwoma Orderami Czerwonego Sztandaru.